# 井﨑燦志郎
井﨑 燦志郎（いざき さんしろう、2004年2月9日 - ）は、福岡県福岡市出身のプロ野球選手（投手・育成選手）。右投右打。福岡ソフトバンクホークス所属。

## 経歴

### プロ入り前
野球は福岡市立住吉小学校4年時より軟式の「東住吉ライオンズ」で始める。福岡市立住吉中学校時代には「福岡中央ボーイズ」に所属。
県内でもトップクラスの進学校でもある県立福岡高校に進学し、1年秋よりベンチ入りを果たす。2年夏の代替大会福岡地区大会決勝では、全国的にも強豪校でプロ注目の山下舜平大をエースに擁した福岡大大濠高校を破り優勝したことから、一躍注目を集めた。3年夏にはプロ野球のスカウトが24人集結したが、初戦の筑紫台高校戦で敗退した。
大学進学を希望しつつも強いこだわりはなく、2021年10月11日に行われたプロ野球ドラフト会議において地元の福岡ソフトバンクホークスに育成選手ドラフト3位で指名され、11月6日に支度金300万円、年俸360万円（いずれも推定）で契約合意した。背番号は139。福岡高校から直接のプロ野球入りは井崎が初めてとなる。

### ソフトバンク時代
2022年は三軍非公式戦で23試合に登板し、防御率8.74の成績で、35回を投げ与四死球37と制球に苦しんだ。また、けがのため、数か月はリハビリ組に所属していた。
2023年は3月に左太腿を痛めてリハビリ組に所属するも、4月30日の四軍戦（この年に新設）で実戦復帰。前年オフに投球フォームを試行錯誤したこともあり、ブルペンで150km/h前後の球速が安定して出るようになり、三軍や四軍戦での登板では制球も改善傾向にある。登板のたびに徐々にイニング数を伸ばし、先発に挑戦している。11月25日から4年ぶりに台湾で開催された2023アジアウインターベースボールリーグにNPB RED選抜として出場し、3試合の先発登板で13回を投げ、1勝1敗、防御率4.15の成績を残した。
2024年は5月に右肩を痛めて離脱。9月に復帰したが、三軍・四軍では計18試合の登板にとどまった。オフには肩肘の負担軽減と力のロスをなくすために、テイクバックを小さくしたショートアームへとモデルチェンジを始めた。

## 選手としての特徴
直球の最高球速は、2023年には153km/hを計測している。変化球はスライダーの習得を目指している。

## 詳細情報

### 背番号
- 139（2022年[7] - ）

### 登場曲
- 「灯火」 Vaundy（2022年）
- 「シーグラス」 Saucy Dog（2022年）
- 「Be yourself」 Saucy Dog（2023年 - ）
- 「零色」 マカロニえんぴつ（2023年 - ）